# Elżbieta Solska
Elżbieta Bronisława Solska (ur. 20 lipca 1954 w Trzebnicy, zm. 15 czerwca 2016 w Zielonej Górze) – polska dziennikarka i polityk, senator III kadencji (1993–1997).

## Życiorys
Córka Bronisława i Zofii. Ukończyła w 1978 studia politologiczne na Uniwersytecie im. Adama Mickiewicza w Poznaniu. Pracowała początkowo w zarządzie wojewódzkim Związku Socjalistycznej Młodzieży Polskiej w Koninie, a od 1982 do 1984 jako dziennikarka konińskiego dwutygodnika międzyzakładowego „Wielkopolskie Zagłębie”. Od 1984 publikowała w „Gazecie Lubuskiej”.
W 1993 uzyskała mandat senatora III kadencji w województwie zielonogórskim jako kandydatka Komitetu Wyborczego „Solska”, będąc jednocześnie członkinią Unii Pracy. Zasiadała w Komisji Gospodarki Narodowej oraz w Komisji Spraw Zagranicznych i Międzynarodowych Stosunków Gospodarczych. W 1997 bez powodzenia ubiegała się o reelekcję z ramienia Komitetu Wyborczego „Solska”.
Pochowana na cmentarzu komunalnym w Zielonej Górze.